# Geffosses
Geffosses és un municipi francès situat al departament de la Manche i a la regió de Normandia. L'any 2007 tenia 442 habitants.

## Demografia

### Població
El 2007 la població de fet de Geffosses era de 442 persones. Hi havia 189 famílies de les quals 49 eren unipersonals (8 homes vivint sols i 41 dones vivint soles), 74 parelles sense fills, 58 parelles amb fills i 8 famílies monoparentals amb fills.
La població ha evolucionat segons el següent gràfic:
Habitants censats

### Habitatges
El 2007 hi havia 270 habitatges, 190 eren l'habitatge principal de la família, 75 eren segones residències i 6 estaven desocupats. 263 eren cases i 2 eren apartaments. Dels 190 habitatges principals, 143 estaven ocupats pels seus propietaris, 38 estaven llogats i ocupats pels llogaters i 8 estaven cedits a títol gratuït; 3 tenien una cambra, 5 en tenien dues, 26 en tenien tres, 50 en tenien quatre i 105 en tenien cinc o més. 175 habitatges disposaven pel capbaix d'una plaça de pàrquing. A 83 habitatges hi havia un automòbil i a 88 n'hi havia dos o més.

### Piràmide de població
La piràmide de població per edats i sexe el 2009 era:
| Homes | Edats   | Dones |
| ----- | ------- | ----- |
| 0     | 95 o +  | 0     |
| 0     | 90 a 94 | 0     |
| 0     | 85 a 89 | 8     |
| 4     | 80 a 84 | 0     |
| 8     | 75 a 79 | 24    |
| 16    | 70 a 74 | 12    |
| 20    | 65 a 69 | 20    |
| 16    | 60 a 64 | 24    |
| 8     | 55 a 59 | 16    |
| 24    | 50 a 54 | 20    |
| 12    | 45 a 49 | 8     |
| 8     | 40 a 44 | 8     |
| 8     | 35 a 39 | 4     |
| 20    | 30 a 34 | 12    |
| 16    | 25 a 29 | 8     |
| 12    | 20 a 24 | 12    |
| 20    | 15 a 19 | 0     |
| 8     | 10 a 14 | 4     |
| 12    | 5 a 9   | 16    |
| 16    | 0 a 4   | 4     |

## Economia
El 2007 la població en edat de treballar era de 250 persones, 171 eren actives i 79 eren inactives. De les 171 persones actives 156 estaven ocupades (82 homes i 74 dones) i 14 estaven aturades (10 homes i 4 dones). De les 79 persones inactives 36 estaven jubilades, 18 estaven estudiant i 25 estaven classificades com a «altres inactius».

### Ingressos
El 2009 a Geffosses hi havia 184 unitats fiscals que integraven 424,5 persones, la mediana anual d'ingressos fiscals per persona era de 15.005 €.

### Activitats econòmiques
Dels 10 establiments que hi havia el 2007, 1 era d'una empresa alimentària, 4 d'empreses de construcció, 1 d'una empresa d'hostatgeria i restauració, 2 d'empreses immobiliàries, 1 d'una empresa de serveis i 1 d'una entitat de l'administració pública.
Dels 6 establiments de servei als particulars que hi havia el 2009, 1 era un guixaire pintor, 1 fusteria, 2 lampisteries, 1 restaurant i 1 agència immobiliària.
L'únic establiment comercial que hi havia el 2009 era una fleca.
L'any 2000 a Geffosses hi havia 51 explotacions agrícoles que ocupaven un total de 1.232 hectàrees.

## Equipaments sanitaris i escolars
El 2009 hi havia una escola elemental integrada dins d'un grup escolar amb les comunes properes formant una escola dispersa.

## Poblacions més properes
El següent diagrama mostra les poblacions més properes.